# Mỹ Hải (bãi ngầm)
Bãi ngầm Mỹ Hải (còn có tên là bãi Ngọc Điền, tiếng Anh: Jubilee Bank hay Jubilee Seamount; tiếng Trung: 朱应滩; bính âm: Zhūyìng tān, Hán-Việt: Chu Ứng than) là một bãi ngầm thuộc cụm Trường Sa của quần đảo Trường Sa. Bãi này nằm về phía tây nam của đá Lát, sâu khoảng 278 m.
Bãi ngầm Mỹ Hải là đối tượng tranh chấp giữa Việt Nam, Đài Loan và Trung Quốc. Hiện chưa rõ nước nào thực sự kiểm soát bãi ngầm này.